# Вільгельм Фрідріх Лепер
Вільгельм Фрідріх Лепер (Wilhelm Friedrich Loeper; 13 жовтня 1883 — 23 жовтня 1935) — партійний діяч НСДАП, группенфюрер СС (22 січня 1934). 

## Біографія
Син аптекаря. 16 березня 1903 року вступив у 2-й піонерний батальйон (Шпандау), в 1904 році отримав звання лейтенанта. У 1908 закінчив Військово-технічну академію (Берлін). Учасник Першої світової війни, командир роти 19-го піонерного полку. У 1919-20 рокахкомандував ротою Добровольчого корпусу, брав участь в боях на Сході і в Рурі. У 1920 році перейшов на службу в рейхсвер в чині гауптмана; командир роти 2-го саперного батальйону. З 1 жовтня 1923 року — викладач, з 9 листопада 1923 року — начальник саперної школи в Мюнхені. Встановив зв'язок з нацистським рухом. Учасник Пивного путчу. 8 лютого 1924 року вийшов у відставку. У 1925 році вступив у НСДАП (партквиток № 6 980), працював в партійному апараті гау Магдебург-Ангальт. З 1928 року депутат Ангальтського ландтагу. З 1 квітня 1927 року і до кінця життя — гауляйтер Магдебурга-Ангальта. З січня 1930 по серпень 1932 року — очолював управління кадрів в імперському керівництві НСДАП. 14 вересня 1930 року обраний депутатом Рейхстагу від Магдебурга. З 15 липня 1932 року — земельний інспектор Центральної Німеччини-Бранденбургу. З травня 1933 року — імперський намісник Ангальта. 22 січня 1934 року вступив у СС. Член Академії німецького права (1935). Помер від раку шиї.

## Нагороди
- Залізний хрест
  - 2-го класу (22 вересня 1914)
  - 1-го класу (27 травня 1915)
- Хрест «За військові заслуги» (Мекленбург-Шверін)
  - 2-го класу (4 квітня 1915)
  - 1-го класу (25 жовтня 1915)
- Військовий Хрест Фрідріха (Ангальт) (3 лютого 1916)
- Нагрудний знак «За поранення» в чорному
- Генеральний знак гау 1925
- Золотий партійний знак НСДАП
- Почесний хрест ветерана війни з мечами
- Орден крові